# Mikalojus Lukinas
Mikalojus Lukinas (* 1906 in Panevėžys; † 29. November 1987) war ein litauischer Forstwissenschaftler und Pädagoge, Leiter eines Forschungsinstituts und des Forsttechnikums Vilnius (jetziger Forsthochschule in Girionys). 

## Leben
1931 absolvierte Lukinas das Studium des Forstwirtschaft und 1956 promovierte über Eichenwälder in Agrarwissenschaft an der Lietuvos žemės ūkio akademija. Von 1931 bis 1935 arbeitete er als Revierförster von Papilvis der Oberförsterei Jūrė. Von 1935 bis 1937 war Lukinas stellvertretender Oberförster von Varėna und von 1937 bis 1939 von Dzūkija sowie lehrte an der Höheren Forstschule in Alytus. Von 1939 bis 1941 arbeitete er als Forsttechniker in der  Oberförsterei Biržai.
Von 1944 bis 1950 leitete Lukinas als Direktor das Forsttechnikum in Vilnius und von 1945 bis 1948 lehrte an der Forstwirtschaftsfakultät der Vilniaus universitetas. Ab 1950 arbeitete Lukinas als wissenschaftlicher Mitarbeiter und von 1961 bis 1970 als Direktor am Lietuvos miškų institutas in Girionys. Ab März 1951 leitete er den Lehrstuhl für Forstwissenschaft, ab dem 14. März 1952 den Lehrstuhl für Forstkulturen, vom 1. September 1953 bis 1961 den Lehrstuhl für Forstwirtschaft und -organisation an der Lietuvos žemės ūkio akademija in Kaunas. Ab 1958 lehrte Lukinas als Dozent, 1952 und 1957 leitete als kommissarischer Dekan die Fakultät für Forstwirtschaft der Litauischen Landwirtschaftsakademie.
Sein Grab befindet sich im Friedhof Šlienava, in der Rajongemeinde Kaunas.

## Bibliographie
- Upytės krašto miškai XVI amžiuje